# كورت روس
كورت روس (بالألمانية: Kurt Russ)‏ (مواليد 23 نوفمبر 1964) هو لاعب كرة قدم. يلعب مع منتخب النمسا لكرة القدم. سبق له أن لعب في كأس العالم لكرة القدم مع منتخب بلاده.

## روابط خارجية
- كورت روس على موقع الاتحاد الدولي (مؤرشف)  (الإنجليزية)
- كورت روس على موقع قاعدة بيانات كرة القدم.إي يو (الإنجليزية)
- كورت روس على موقع ناشيونال فوتبول تيمز (الإنجليزية)
- كورت روس على موقع Soccerway.com (الإنجليزية)
- كورت روس على موقع عالم كرة القدم.نت (الإنجليزية)